# Carmen Blacker
Carmen Elizabeth Blacker, född 13 juli 1924 i Kensington, död 13 juli 2009 i Cambridge, var en brittisk japanolog. Hon var professor vid universitetet i Cambridge 1953-1991. 
Hennes intresse för Japan väcktes när hon som barn lyssnade när hennes far högläste berättelser från japansk mytologi. När hon var 12 år fick hon en japansk grammatikbok i present av sin mor. Hon började studera vid School of Oriental and African Studies 1942 men blev på grund av andra världskriget omplacerad att arbeta med att sammanställa listor på japanska ord vid Bletchley Park där hon vantrivdes. Hon besökte Japan första gången 1952.
Blacker läste vid Keiouniversitetet där hon studerade universitetets grundare Fukuzawa Yukichis liv och verk.

## Priser och utmärkelser
- Dyrbara Kronans orden, 1988[1]
- Fellow vid Brittiska akademien, 1989[3]
- Minakata Kumagusu-priset 1997[2][4]
- Brittiska imperieorden (OBE), 2004[1]